# Euexorista obumbrata
Euexorista obumbrata là một loài ruồi trong họ Tachinidae.